# Pietà Haczowska

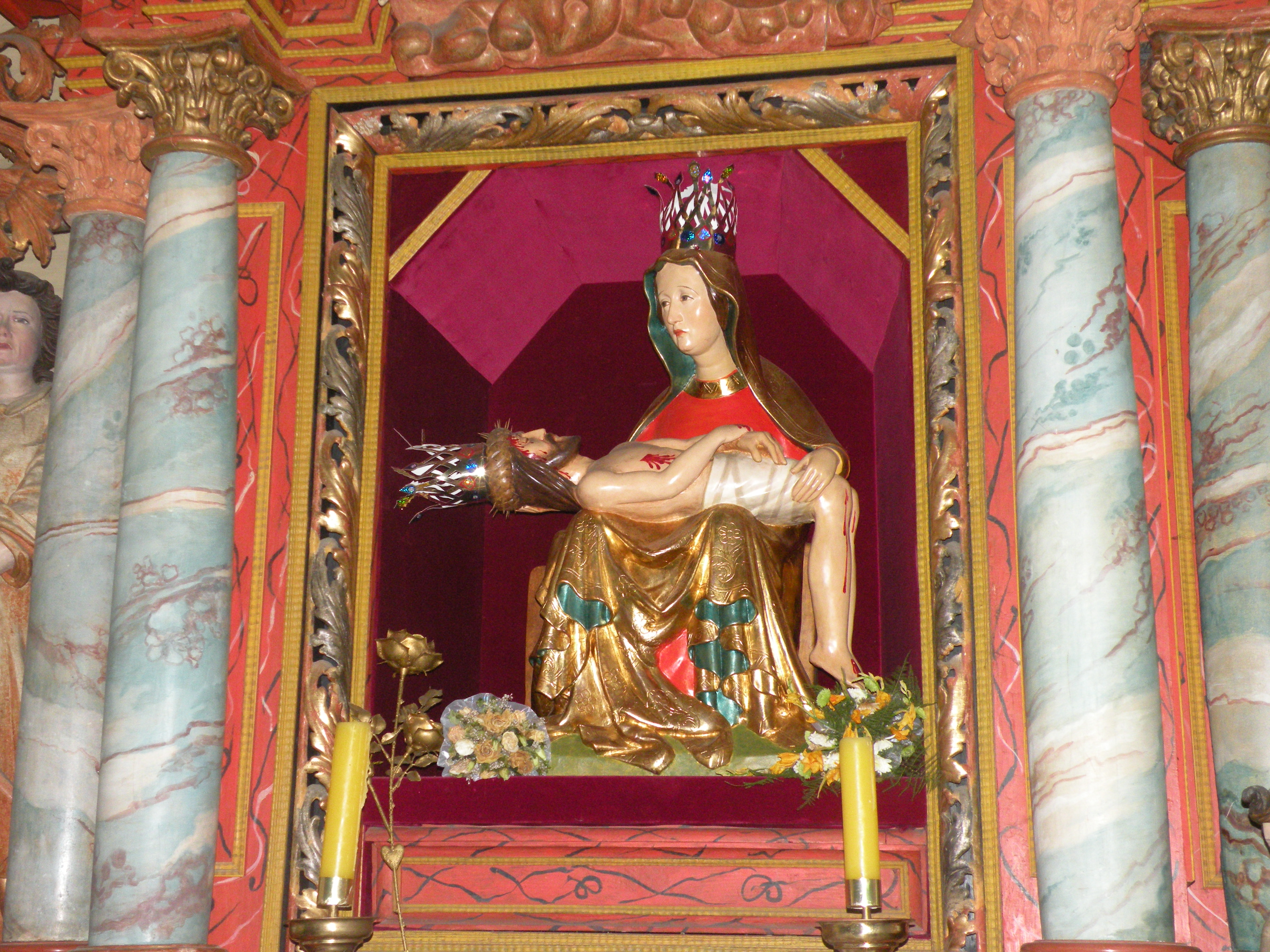
Figura Matki Bożej Haczowskiej (kopia)

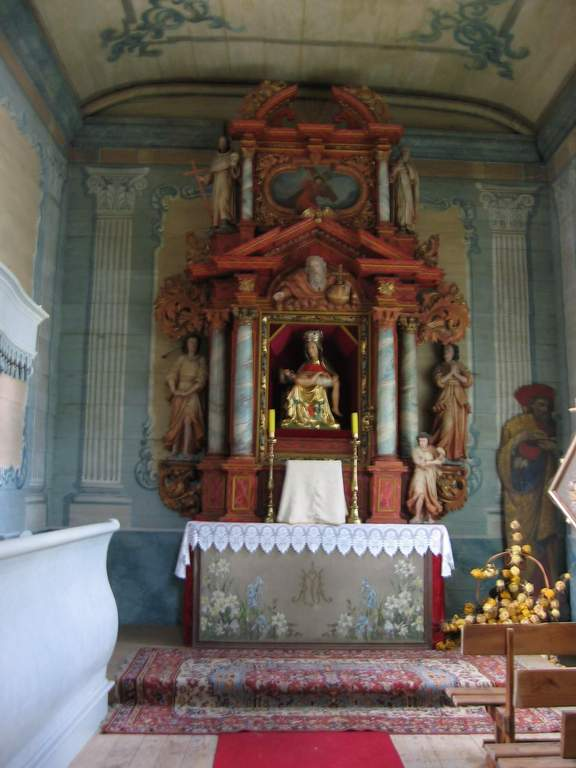
Ołtarz z kopią Piety w zabytkowym kościele w Haczowie

Pietà Haczowska (Matka Boża Bolesna) – drewniana figura – Pietà (Matki Bożej z Jezusem) znajdująca się w ołtarzu głównym sanktuarium Matki Bożej Bolesnej w Haczowie.

## Historia
W kościele w Haczowie znajduje się figura Matki Boskiej trzymającej na swych kolanach martwego Jezusa o wysokości 70–80 cm. Pietà została wykonana w XIV w. (ok. 1400 r.) w stylu gotyckim tzw. Pięknych Piet przez nieznanego artystę, wyrzeźbiona w drewnie lipowym i polichromowana techniką temperową na podkładzie kredowym, jest przyścienna i od tyłu wydrążona.
Pochodzenie i przybycie figury Matki Bożej Bolesnej nie są znane, istnieją jedynie legendy mówiące o przybyciu Piety. Wiadomo, że w starym haczowskim kościele znajdowała się Pietà od niepamiętnych czasów w głównym ołtarzu jako najstarszy element wyposażenia kościoła. W XVIII w. (ok. 1784) po północnej stronie kościoła dobudowano kaplicę w której umieszczono cudowną figurę. W 1948 r. funkcję kościoła parafialnego zaczął pełnić nowy, murowany kościół zbudowany w latach 1936–1939. W tym czasie przeniesiono łaskami słynącą figurę Matki Bożej Bolesnej do nowej świątyni. Obecnie znajduje się ona w ołtarzu głównym nowego kościoła (w starym zabytkowym kościele znajduje się kopia Piety).
Kilkakrotnie czyniono starania o koronację haczowskiej Piety. Za pierwszym razem przeszkodził wybuch I wojny światowej, potem II wojny, a w PRL-u władze komunistyczne. Dopiero w 1993 r. metropolita przemyski abp Józef Michalik wydał dekret zezwalający na rozpoczęcie przygotowania parafii do koronacji cudownej figury. Koronacja figury odbyła się podczas mszy kanonizacyjnej bł. Jana z Dukli na lotnisku w Krośnie, 10 czerwca 1997 r., w czasie VII pielgrzymki papieża Jana Pawła II do Polski. 29 czerwca 1997 roku w sanktuarium w Haczowie odbyły się uroczystości intronizacyjne pod przewodnictwem kard. Józefa Glempa – Prymasa Polski i ok. 175 księży na haczowskim stadionie. W uroczystości wzięło udział około 20 tysięcy wiernych. W czasie tej uroczystości przeniesiono cudowną Pietę do (nowego) kościoła i umieszczono ją w głównym ołtarzu, który był wcześniej głównym ołtarzem (późnobarokowy z końca XVII w.) w zabytkowym kościele. Oryginalna Pietà została poddana konserwacji w 1993 r. przez konserwatorów Kazimierę i Kazimierza Wajdów (z Haczowa). Oni również zaprojektowali korony na głowy Matki Bożej i Pana Jezusa.

### Legendy o przybyciu Piety
O przybyciu cudownej figury do Haczowa mówią legendy. Jedna z nich podaje, iż figura miała przypłynąć rzeką Wisłok na początku XV w. Zauważona miała zostać zabrana i umieszczona w miejscowym kościele. Inna legenda głosi, iż do Haczowa Pietà (Matka Boża Bolesna) trafić miała z Węgier, ponieważ przez Polskę biegło wiele dróg prowadzących z Węgier na północ, tzw. węgierskich szlaków (jedna trasa wiodła przez Haczów).

## Opis Piety
Pietà Haczowska zwana Matką Bożą Bolesną lub Haczowską przedstawia Matkę Bożą trzymającą na swych kolanach martwe ciało swego syna – Jezusa Chrystusa. Prawa dłoń matki podtrzymuje głowę syna, zaś jej lewa ręka obejmuje zakrwawione nogi Zbawiciela. Twarz Madonny przepełniona jest bólem, natomiast jej smukła sylwetka podkreślona umiejętnie udrapowaną szatą zaświadcza o kunszcie artysty. Postać Jezusa jest znaczenie pomniejszona, praktyka ta była często spotykanym zabiegiem wśród średniowiecznych artystów. Na skroniach NMP i Jezusa znajdują się korony.

## Kult Piety
Początki kultu maryjnego związanego z figurą Matki Bożej Bolesnej sięgają XV w., choć pierwsze potwierdzające wzmianki o cudownej figurze pochodzą z roku 1745 z protokołu wizytacyjnego ówczesnego biskupa przemyskiego Wacława Hieronima Sierakowskiego. Już w tym czasie wokół figury znajdowało się wiele wotów dziękczynnych. Rozwijający się kult NMP nie powstrzymały trudne lata niewoli narodowej (kościół i figura przetrwała wojny, najazdy, pożary) m.in. najazd Tatarów w 1624 r., II wojnę światową. Częste ocalenia kościoła, figury i ludności uznawano za cud przypisywany Pani Haczowskiej. W XIX wieku w parafii działało Arcybractwo Siedmiu Boleści Matki Bożej oraz Bractwo Szkaplerza NMP.
Od 31 października 2002 roku, drewniany zabytkowy kościół w Haczowie i stojąca obok nowa świątynia, stanowią sanktuarium Matki Bożej Bolesnej. O wciąż trwającym kulcie Matki Bożej Bolesnej świadczą liczne cuda i łaski, jakie wydarzyły się dzięki wstawiennictwu Matki Bożej czczonej w haczowskim wizerunku, które dokumentowane są w archiwum parafialnym w Księdze Łask (prowadzonej od 1909 r.). Przy figurze Madonny są składane przez pielgrzymów i parafian podziękowania i wota w darze. Kultowość maryjna przejawia się w sanktuarium między innymi w modlitwach i pieśniach oraz w poezji ludowej. W sanktuarium odbywają się dwa odpusty maryjne: 15 sierpnia – Wniebowzięcie NMP oraz w piątek przed Niedzielą Palmową – Matki Bożej Bolesnej. W każdy piątek oraz w każdą trzecią niedzielę miesiąca w kościele w Haczowie odprawiane są nowenny ku czci Matki Bożej Bolesnej przed cudowną Pietą. W okresie letnim (od maja do października) te niedzielne nabożeństwa (nowenny) połączone są z procesją wokół kościoła ze stacjami przy kaplicach upamiętniających siedem boleści Matki Boskiej. W czasie nowenn odczytywane się intencje składane przez wiernych przez wstawiennictwo Matki Bożej Bolesnej – Pani Haczowskiej. Sanktuarium w Haczowie jest ważnym miejscem kultu w regionie przemyskim.